# アルター・ケンプファー

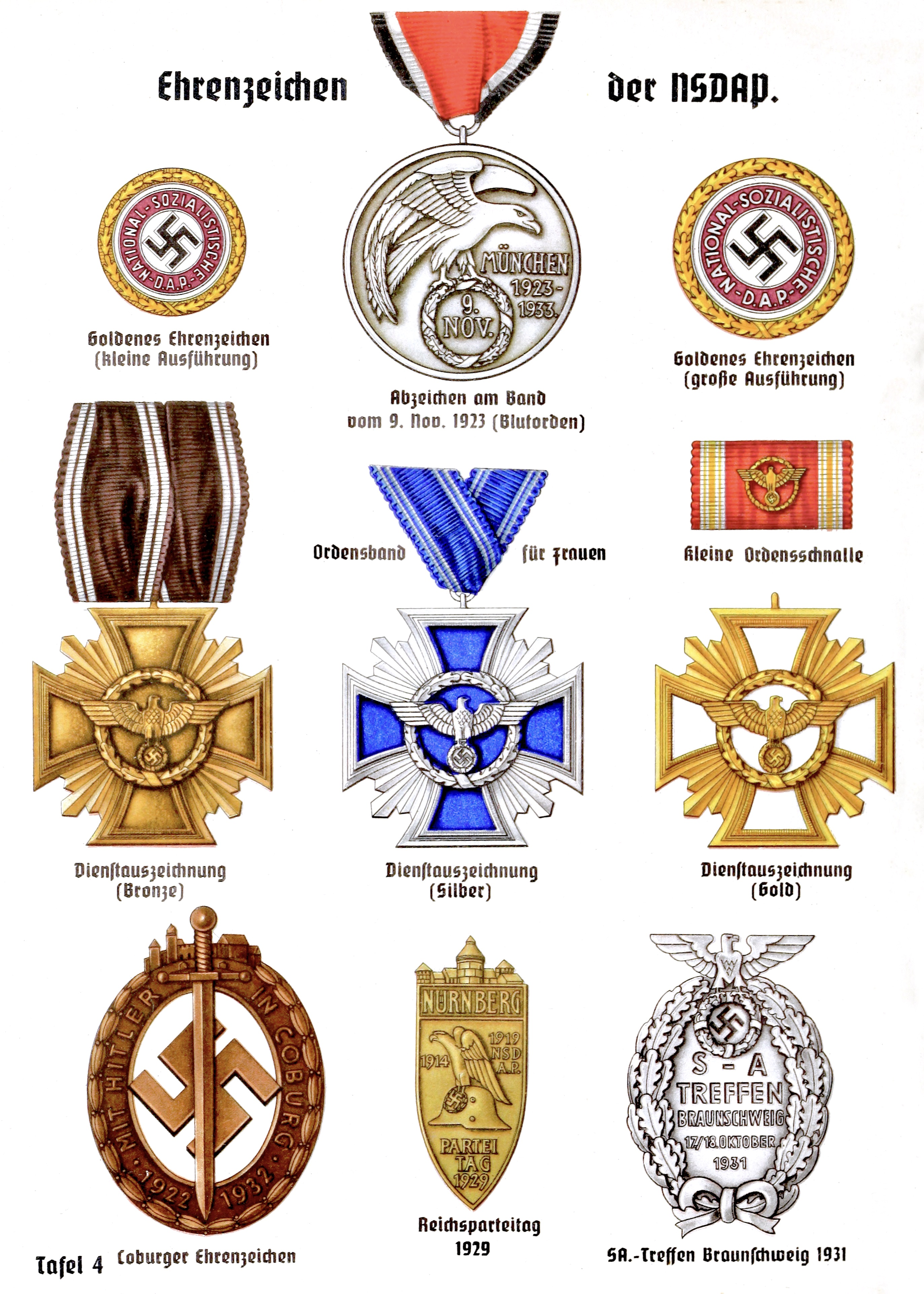
古参党員に与えられる各徽章類

アルター・ケンプファー（独: Alter Kämpfer、複数形: Alte Kämpfer、アルテ・ケンプファー）または古参闘士は、ナチ党の初期党員、具体的には1930年ドイツ国会選挙以前に入党した者を指す用語である。

## 概要
古参闘士と認められる者の大部分は1919年から1923年頃の草創期に入党ししている。1930年9月のドイツ国会選挙以後に入党した者はアルター・ケンプファーからは「セプテンバーリンク（Semptemberling、9月党員）」と呼ばれ、更に1933年1月30日の政権掌握後に入党した者は「メルツファイルヒェン（Märzveilchen、「ニオイスミレ」の意）」と呼ばれた。古参党員として、さらには1925年から1933年のいわゆる「闘争期（Kampfzeit）」に於る党への献身が証明されていたことから、1933年以降に日和見で入党した新参党員とは区別された。これ等の区別の為に特別な勲章や記章が制定された。
- 古参闘士名誉章：1933年1月30日以前に党またはその関連組織に加入した者
- 黄金ナチ党員バッジ：初期に入党し継続して活動していた者のうち、党員番号10万番までの者
- 血の勲章：1923年のミュンヘン一揆に参加した最古参党員

## 実態

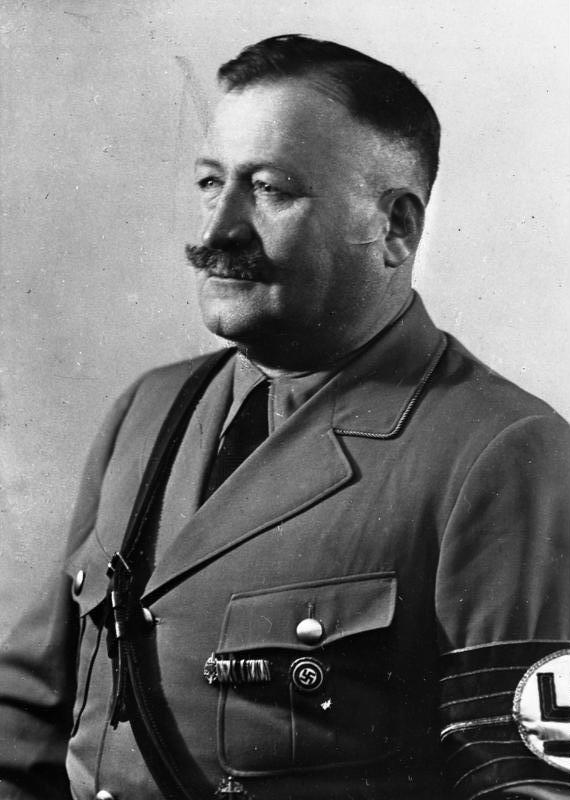
古参闘士の党幹部クリスティアン・ヴェーバー（1934年）

アルター・ケンプファーは、単なる称号だけでなく実生活における利益も享受した。ナチ党が権力を握ると、アルター・ケンプファーには雇用や昇進の面で優先権が与えられ、その多くがオペラハウスや政府庁舎、大学で名声ある仕事に就いた。一介の元用心棒から親衛隊少将にまで上ったクリスティアン・ヴェーバーのように、高位を得た者も多かった。
アルター・ケンプファーは、「殆ど勝ち目のない状況に立ち向かう、ごく一握りの闘士」として、党の宣伝材料としてて大いに称揚された。
1933年半ば以降、各地で「古参」を主役とする集会がしばしば開かれた。その参加者は「最古参」から1932年に入党した者まで多様である。
1933年11月、党の「英霊顕彰」式典に際して、8日開催のシュターネッカーブロイでの集会には「1920年に旧ナチ党に加入してて1923年11月9日（ミュンヘン一揆）まで間断なく党員で1925年に再加入した」、「最古参の党友が参加できる」ものとされた。古参の分類にはおおまかな定義が存在し、加入時期の早さから順に「古参衛士」、「古参闘士」、「古参党友」となっていた。